# ناصر حسين
محمد ناصر حسين خان أو ناصر حسين (16 نوفمبر 1926 - 13 مارس 2002) منتج ومخرج وكاتب سينمائي هندي. مع حياة مهنية تمتد لعقود من الزمان، يُعتبر حسين من أهم رواد الموضة في تاريخ السينما الهندية. على سبيل المثال، أخرج Yaadon Ki Baraat (1973) ، الذي أنشأ نوع فيلم بوليوود ماسالا الذي عرف السينما الهندية في سبعينيات وثمانينيات القرن الماضي، وقام بكتابة وإنتاج Qayamat Se Qayamat Tak (1988) ، الذي قام بتعيين بوليوود الموسيقية قالب رومانسي عرف السينما الهندية في التسعينيات. كتب أكشاي مانواني كتابًا عن سينما حسين بعنوان موسيقى، ماستي، الحداثة: سينما ناصر حسين.

## روابط خارجية
- ناصر حسين على موقع IMDb (الإنجليزية)
- ناصر حسين على موقع ألو سيني (الفرنسية)
- ناصر حسين على موقع أول موفي (الإنجليزية)
- ناصر حسين على موقع قاعدة بيانات الفيلم (الإنجليزية)
- ناصر حسين على موقع كينوبويسك (الروسية)

- ناصر حسين في قاعدة بيانات الأفلام على الإنترنت